# ChemSusChem
ChemSusChem (abrégé en ChemSusChem) est une revue scientifique à comité de lecture qui publie des articles à l'interface de la chimie et de la durabilité.
D'après le Journal Citation Reports, le facteur d'impact de ce journal était de 7,804 en 2018. Les directeurs de publication sont Matthias Beller (de) (Université de Rostock, Allemagne), Gabriele Centi (Université de Messine, Italie) et Licheng Sun (Institut royal de technologie, Suède).